# (3427) Szentmártoni
(3427) Szentmártoni, désignation internationale (3427) Szentmartoni, est un astéroïde de la ceinture principale.
L'association astronomique hongroise a demandé à l'Union astronomique internationale de nommer cet astéroïde en hommage à Béla Szentmártoni (hu).

## Description
(3427) Szentmártoni est un astéroïde de la ceinture principale. Il fut découvert le 6 janvier 1938 à l'observatoire Konkoly par György Kulin. Il présente une orbite caractérisée par un demi-grand axe de 2,28 UA, une excentricité de 0,14 et une inclinaison de 2,6° par rapport à l'écliptique.

## Compléments